# Copa do Brasil de Futebol Sub-20 de 2024
A Copa do Brasil Sub-20 de 2024 foi a 13.ª edição deste evento esportivo, um torneio nacional de futebol masculino organizado pela Confederação Brasileira de Futebol (CBF).
O torneio, realizado entre 1.º de outubro e 2 de dezembro, contou com a participação de 32 clubes e foi estruturado em cinco fases eliminatórias distintas. Na primeira etapa, os confrontos foram decididos em partidas únicas. Nas fases seguintes, os confrontos passaram a ser disputados em partidas de ida e volta, com exceção da final, que voltou a ser disputada em partida única.
O São Paulo sagrou-se campeão da edição ao vencer a final contra o Palmeiras por 3 a 2, em partida realizada no estádio do Morumbis. Com esse triunfo, o clube alcançou seu quarto título na história da Copa do Brasil Sub-20.

## Formato e participantes
Como nas edições anteriores, a Copa do Brasil Sub-20 de 2024 foi disputada por 32 clubes: os 27 campeões estaduais da categoria no ano anterior e os vice-campeões das cinco federações melhor posicionadas no ranking nacional, a saber: Minas Gerais, Paraná, Rio de Janeiro, Rio Grande do Sul e São Paulo. O formato, por sua vez, contou com cinco fases disputadas em jogos eliminatórios de ida e volta, exceto a fase inicial e a final, realizadas em partidas únicas. Além disso, o regulamento estabeleceu uma regionalização nas fases iniciais, que foi desfeita a partir das quartas de final, quando os confrontos passaram a ser definidos com base nas campanhas dos classificados.
| Federação                                            | Participante     | Participação em 2024 | Título(s)             |
| ---------------------------------------------------- | ---------------- | -------------------- | --------------------- |
| Acre                                                 | Sena Madureira   | 1.ª                  | —                     |
| Alagoas                                              | CSA              | 3.ª                  | —                     |
| Amapá                                                | Macapá           | 1.ª                  | —                     |
| Amazonas                                             | Fast Clube       | 4.ª                  | —                     |
| Bahia                                                | Bahia            | 13.ª                 | —                     |
| Ceará                                                | Ceará            | 10.ª                 | —                     |
| Distrito Federal                                     | Gama             | 2.ª                  | —                     |
| Espírito Santo                                       | Porto Vitória    | 1.ª                  | —                     |
| Goiás                                                | Goiás            | 10.ª                 | —                     |
| Maranhão                                             | Sampaio Corrêa   | 4.ª                  | —                     |
| Mato Grosso                                          | Cuiabá           | 1.ª                  | —                     |
| Mato Grosso do Sul                                   | União ABC        | 5.ª                  | —                     |
| Minas Gerais                                         | Coimbra          | 1.ª                  | —                     |
| Minas Gerais                                         | Cruzeiro         | 11.ª                 | 1 (2023)              |
| Pará                                                 | Tuna Luso        | 1.ª                  | —                     |
| Paraíba                                              | Serra Branca     | 1.ª                  | —                     |
| Paraná                                               | Coritiba         | 13.ª                 | 1 (2021)              |
| Paraná                                               | Londrina         | 6.ª                  | —                     |
| Pernambuco                                           | Retrô            | 1.ª                  | —                     |
| Piauí                                                | Tiradentes-PI    | 1.ª                  | —                     |
| Rio de Janeiro \|style="text-align: left;"\|Flamengo | 11.ª             | —                    |                       |
| Rio de Janeiro \|style="text-align: left;"\|Flamengo | Vasco da Gama    | 12.ª                 | 1 (2020)              |
| Rio Grande do Norte                                  | América de Natal | 2.ª                  | —                     |
| Rio Grande do Sul                                    | Grêmio           | 9.ª                  | —                     |
| Rio Grande do Sul                                    | Juventude        | 2.ª                  | —                     |
| Rondônia                                             | Rondoniense      | 1.ª                  | —                     |
| Roraima                                              | Náutico-RR       | 1.ª                  | —                     |
| Santa Catarina                                       | Criciúma         | 6.ª                  | —                     |
| São Paulo                                            | Palmeiras        | 12.ª                 | 2 (2019 e 2022)       |
| São Paulo                                            | São Paulo        | 9.ª                  | 3 (2015, 2016 e 2018) |
| Sergipe                                              | Lagarto          | 2.ª                  | —                     |
| Tocantins                                            | Sparta           | 2.ª                  | —                     |

## Resumo

### Primeira fase
O primeiro jogo da Copa do Brasil Sub-20 de 2024 foi disputado em 1.º de outubro, com Cuiabá e Gama se enfrentando no Centro de Treinamento Manoel Dresch, na capital mato-grossense. O clube mandante garantiu a classificação ao vencer a partida por 5 a 0. No dia seguinte, outros 11 jogos foram disputados, definindo as classificações de Bahia, CSA, Coritiba, Criciúma, Flamengo, Goiás, Macapá, Náutico-RR, São Paulo, Sparta e Tuna Luso. Entre os resultados, destacam-se as vitórias de Náutico-RR e Tuna Luso sobre Sena Madureira e Rondoniense, respectivamente, em suas primeiras participações na história da competição. Já o Sparta tornou-se o primeiro clube de Tocantins a alcançar as oitavas de final, ao derrotar o Fast Clube, do Amazonas. No dia 3 de outubro, mais dois jogos foram realizados: o Cruzeiro eliminou o Coimbra no confronto mineiro, enquanto o Palmeiras aplicou uma goleada de 12 a 0 sobre o União ABC, resultado que entrou para a história da competição como a maior goleada de sua edição. Ceará e Retrô foram os últimos clubes a garantirem suas classificações, nos dias 4 e 7 de outubro, respectivamente.

### Oitavas de final
Com a definição dos classificados, as oitavas de final tiveram início uma semana após a conclusão da primeira fase. Bahia, Ceará e São Paulo aplicaram goleadas em seus adversários e garantiram suas classificações no primeiro jogo, enquanto Goiás e Tuna Luso venceram por dois gols de diferença. Cruzeiro e Palmeiras venceram por um gol, e, por fim, Macapá e Náutico empataram. Os sete vencedores dos jogos de ida confirmaram suas classificações. Já o Macapá se juntou a eles ao vencer o Náutico por 1 a 0 no estádio Milton de Souza Corrêa, o Zerão, na capital amapaense.

### Quartas de final
Com o número de participantes reduzido a oito, as partidas de ida foram agendadas para os dias 30 e 31 de outubro, enquanto os jogos de volta ocorreram em 6 e 7 de novembro. O Bahia eliminou o Goiás com duas vitórias pelo placar de 3 a 2, enquanto Ceará e São Paulo avançaram após um empate e uma vitória contra Macapá e Tuna Luso, respectivamente. Por fim, o Palmeiras eliminou o Cruzeiro por 4 a 2 na disputa por pênaltis. O clube paulista venceu o primeiro jogo em São Paulo por 2 a 0, mas o Cruzeiro devolveu o placar no segundo jogo, em Belo Horizonte.

### Semifinais
No dia 21 de novembro, o São Paulo enfrentou o Bahia no primeiro jogo da semifinal, realizado no estádio Novelli Junior, em Itu. O clube da casa abriu o placar com Ryan Francisco aos 18 segundos, e Paulinho ampliou ainda no primeiro tempo. No segundo confronto, disputado em Feira de Santana, as equipes empataram por 2 a 2, resultado que garantiu a classificação do São Paulo para a final. Na outra semifinal, o Palmeiras não teve dificuldades e goleou o Ceará por 5 a 1 no primeiro jogo, realizado no estádio Bruno José Daniel, em Santo André. No segundo jogo, em Fortaleza, o Palmeiras completou o placar agregado com mais uma vitória, desta vez por 2 a 0.

### Final
No dia 2 de dezembro, Palmeiras e São Paulo se enfrentaram na final, no estádio do Morumbi, devido à melhor campanha do São Paulo durante o campeonato. A partida foi assistida por um público de 15 mil pessoas e transmitida ao vivo pelo canal de televisão por assinatura SporTV. O Palmeiras iniciou a partida com maior ímpeto ofensivo e, aos dois minutos, teve um pênalti a seu favor, que foi convertido por Thalys, abrindo o placar para o time visitante. O São Paulo teve a chance de empatar aos 24 minutos, quando Maik finalizou da entrada da área, mas a bola passou perto do travessão do goleiro alviverde. Sete minutos depois, aos 31, Luighi ampliou a vantagem após uma cobrança de escanteio. Apesar da desvantagem no placar, o São Paulo manteve o ímpeto ofensivo e conseguiu diminuir a diferença com Ryan Francisco nos acréscimos do primeiro tempo. Na segunda etapa, Ryan novamente marcou, aos sete minutos, aproveitando um contra-ataque iniciado por Matheus Alves. Poucos minutos depois, Lucas Ferreira avançou com a bola desde o meio de campo e, de longa distância, fez um arremate preciso para marcar o terceiro gol do São Paulo. O Palmeiras sentiu os gols sofridos e acabou dando mais espaço para o São Paulo, que quase fez o quarto aos 17 minutos, com Lucca. A reação do time visitante veio com a entrada de Sorriso, que, aos 36, teve um chute bloqueado pela defesa. No lance seguinte, Thalys completou a cobrança de escanteio e acertou o travessão. No entanto, a tentativa de reação do Palmeiras foi contida aos 40 minutos, quando Patrick foi expulso. O jogo terminou com a vitória do São Paulo por 3 a 2, garantindo a conquista invicta da competição e o quarto título do clube na história do torneio.

## Resultados
Os resultados das partidas da competição estão apresentados no chaveamento ilustrativo abaixo. Com jogos de ida e volta, exceto na fase inicial e na final, as equipes mandantes na primeira partida estão colocadas parte superior do confronto, e as vencedoras destacadas em negrito. De acordo com o regulamento, o resultado agregado das duas partidas determinou quem avançou para a fase seguinte. Assim, as 32 equipes iniciais foram progressivamente reduzidas à metade a cada fase, até a final, disputada entre São Paulo e Palmeiras, com vitória do São Paulo, que se sagrou campeão da edição.
|  | Primeira fase    | Primeira fase |           |                | Oitavas de final | Oitavas de final | Oitavas de final | Oitavas de final |  |  | Quartas de final | Quartas de final | Quartas de final | Quartas de final |  |  | Semifinais | Semifinais | Semifinais | Semifinais |  |  | Final | Final |  |
|  |                  |               |           |                |                  |                  |                  |                  |  |  |                  |                  |                  |                  |  |  |            |            |            |            |  |  |       |       |  |
|  |                  |               |           |                |                  |                  |                  |                  |  |  |                  |                  |                  |                  |  |  |            |            |            |            |  |  |       |       |  |
|  | Fast Clube       | 1 (6)         |           |                |                  |                  |                  |                  |  |  |                  |                  |                  |                  |  |  |            |            |            |            |  |  |       |       |  |
|  | Fast Clube       | 1 (6)         |           |                |                  |                  |                  |                  |  |  |                  |                  |                  |                  |  |  |            |            |            |            |  |  |       |       |  |
|  | Sparta (p.)      | 1 (7)         |           |                |                  |                  |                  |                  |  |  |                  |                  |                  |                  |  |  |            |            |            |            |  |  |       |       |  |
|  | Sparta (p.)      | 1 (7)         |           | Sparta         | 0                | 0                | 0                |                  |  |  |                  |                  |                  |                  |  |  |            |            |            |            |  |  |       |       |  |
|  |                  |               |           | Sparta         | 0                | 0                | 0                |                  |  |  |                  |                  |                  |                  |  |  |            |            |            |            |  |  |       |       |  |
|  |                  |               | Tuna Luso | 2              | 4                | 6                |                  |                  |  |  |                  |                  |                  |                  |  |  |            |            |            |            |  |  |       |       |  |
|  | Tuna Luso (p.)   | 2 (4)         | Tuna Luso | 2              | 4                | 6                |                  |                  |  |  |                  |                  |                  |                  |  |  |            |            |            |            |  |  |       |       |  |
|  | Tuna Luso (p.)   | 2 (4)         |           |                |                  |                  |                  |                  |  |  |                  |                  |                  |                  |  |  |            |            |            |            |  |  |       |       |  |
|  | Rondoniense      | 2 (1)         |           |                |                  |                  |                  |                  |  |  |                  |                  |                  |                  |  |  |            |            |            |            |  |  |       |       |  |
|  | Rondoniense      | 2 (1)         |           | Tuna Luso      | 1                | 0                | 1                |                  |  |  |                  |                  |                  |                  |  |  |            |            |            |            |  |  |       |       |  |
|  |                  |               |           |                |                  |                  |                  |                  |  |  |                  |                  |                  |                  |  |  |            |            |            |            |  |  |       |       |  |
|  |                  |               | São Paulo | 1              | 2                | 3                |                  |                  |  |  |                  |                  |                  |                  |  |  |            |            |            |            |  |  |       |       |  |
|  | Grêmio           | 1             | São Paulo | 1              | 2                | 3                |                  |                  |  |  |                  |                  |                  |                  |  |  |            |            |            |            |  |  |       |       |  |
|  | Grêmio           | 1             |           |                |                  |                  |                  |                  |  |  |                  |                  |                  |                  |  |  |            |            |            |            |  |  |       |       |  |
|  | Criciúma         | 2             |           |                |                  |                  |                  |                  |  |  |                  |                  |                  |                  |  |  |            |            |            |            |  |  |       |       |  |
|  | Criciúma         | 2             |           | Criciúma       | 0                | 1                | 1                |                  |  |  |                  |                  |                  |                  |  |  |            |            |            |            |  |  |       |       |  |
|  |                  |               |           | Criciúma       | 0                | 1                | 1                |                  |  |  |                  |                  |                  |                  |  |  |            |            |            |            |  |  |       |       |  |
|  |                  |               | São Paulo | 4              | 3                | 7                |                  |                  |  |  |                  |                  |                  |                  |  |  |            |            |            |            |  |  |       |       |  |
|  | São Paulo        | 6             | São Paulo | 4              | 3                | 7                |                  |                  |  |  |                  |                  |                  |                  |  |  |            |            |            |            |  |  |       |       |  |
|  | São Paulo        | 6             |           |                |                  |                  |                  |                  |  |  |                  |                  |                  |                  |  |  |            |            |            |            |  |  |       |       |  |
|  | Londrina         | 1             |           |                |                  |                  |                  |                  |  |  |                  |                  |                  |                  |  |  |            |            |            |            |  |  |       |       |  |
|  | Londrina         | 1             |           | São Paulo      | 2                | 2                | 4                |                  |  |  |                  |                  |                  |                  |  |  |            |            |            |            |  |  |       |       |  |
|  |                  |               |           |                |                  |                  |                  |                  |  |  |                  |                  |                  |                  |  |  |            |            |            |            |  |  |       |       |  |
|  |                  |               | Bahia     | 0              | 2                | 2                |                  |                  |  |  |                  |                  |                  |                  |  |  |            |            |            |            |  |  |       |       |  |
|  | Goiás (p.)       | 2 (3)         | Bahia     | 0              | 2                | 2                |                  |                  |  |  |                  |                  |                  |                  |  |  |            |            |            |            |  |  |       |       |  |
|  | Goiás (p.)       | 2 (3)         |           |                |                  |                  |                  |                  |  |  |                  |                  |                  |                  |  |  |            |            |            |            |  |  |       |       |  |
|  | Vasco da Gama    | 2 (2)         |           |                |                  |                  |                  |                  |  |  |                  |                  |                  |                  |  |  |            |            |            |            |  |  |       |       |  |
|  | Vasco da Gama    | 2 (2)         |           | Goiás          | 4                | 1                | 5                |                  |  |  |                  |                  |                  |                  |  |  |            |            |            |            |  |  |       |       |  |
|  |                  |               |           | Goiás          | 4                | 1                | 5                |                  |  |  |                  |                  |                  |                  |  |  |            |            |            |            |  |  |       |       |  |
|  |                  |               | Flamengo  | 2              | 1                | 3                |                  |                  |  |  |                  |                  |                  |                  |  |  |            |            |            |            |  |  |       |       |  |
|  | Flamengo         | 8             | Flamengo  | 2              | 1                | 3                |                  |                  |  |  |                  |                  |                  |                  |  |  |            |            |            |            |  |  |       |       |  |
|  | Flamengo         | 8             |           |                |                  |                  |                  |                  |  |  |                  |                  |                  |                  |  |  |            |            |            |            |  |  |       |       |  |
|  | Porto Vitória    | 1             |           |                |                  |                  |                  |                  |  |  |                  |                  |                  |                  |  |  |            |            |            |            |  |  |       |       |  |
|  | Porto Vitória    | 1             |           | Goiás          | 2                | 2                | 4                |                  |  |  |                  |                  |                  |                  |  |  |            |            |            |            |  |  |       |       |  |
|  |                  |               |           |                |                  |                  |                  |                  |  |  |                  |                  |                  |                  |  |  |            |            |            |            |  |  |       |       |  |
|  |                  |               | Bahia     | 3              | 3                | 6                |                  |                  |  |  |                  |                  |                  |                  |  |  |            |            |            |            |  |  |       |       |  |
|  | América de Natal | 0             | Bahia     | 3              | 3                | 6                |                  |                  |  |  |                  |                  |                  |                  |  |  |            |            |            |            |  |  |       |       |  |
|  | América de Natal | 0             |           |                |                  |                  |                  |                  |  |  |                  |                  |                  |                  |  |  |            |            |            |            |  |  |       |       |  |
|  | Retrô            | 2             |           |                |                  |                  |                  |                  |  |  |                  |                  |                  |                  |  |  |            |            |            |            |  |  |       |       |  |
|  | Retrô            | 2             |           | Retrô          | 0                | 0                | 0                |                  |  |  |                  |                  |                  |                  |  |  |            |            |            |            |  |  |       |       |  |
|  |                  |               |           | Retrô          | 0                | 0                | 0                |                  |  |  |                  |                  |                  |                  |  |  |            |            |            |            |  |  |       |       |  |
|  |                  |               | Bahia     | 3              | 2                | 5                |                  |                  |  |  |                  |                  |                  |                  |  |  |            |            |            |            |  |  |       |       |  |
|  | Bahia            | 8             | Bahia     | 3              | 2                | 5                |                  |                  |  |  |                  |                  |                  |                  |  |  |            |            |            |            |  |  |       |       |  |
|  | Bahia            | 8             |           |                |                  |                  |                  |                  |  |  |                  |                  |                  |                  |  |  |            |            |            |            |  |  |       |       |  |
|  | Tiradentes-PI    | 0             |           |                |                  |                  |                  |                  |  |  |                  |                  |                  |                  |  |  |            |            |            |            |  |  |       |       |  |
|  | Tiradentes-PI    | 0             |           | São Paulo      | 3                |                  |                  |                  |  |  |                  |                  |                  |                  |  |  |            |            |            |            |  |  |       |       |  |
|  |                  |               |           |                |                  |                  |                  |                  |  |  |                  |                  |                  |                  |  |  |            |            |            |            |  |  |       |       |  |
|  |                  |               | Palmeiras | 2              |                  |                  |                  |                  |  |  |                  |                  |                  |                  |  |  |            |            |            |            |  |  |       |       |  |
|  | Coritiba (p.)    | 1 (3)         | Palmeiras | 2              |                  |                  |                  |                  |  |  |                  |                  |                  |                  |  |  |            |            |            |            |  |  |       |       |  |
|  | Coritiba (p.)    | 1 (3)         |           |                |                  |                  |                  |                  |  |  |                  |                  |                  |                  |  |  |            |            |            |            |  |  |       |       |  |
|  | Juventude        | 1 (1)         |           |                |                  |                  |                  |                  |  |  |                  |                  |                  |                  |  |  |            |            |            |            |  |  |       |       |  |
|  | Juventude        | 1 (1)         |           | Coritiba       | 2                | 1                | 3                |                  |  |  |                  |                  |                  |                  |  |  |            |            |            |            |  |  |       |       |  |
|  |                  |               |           | Coritiba       | 2                | 1                | 3                |                  |  |  |                  |                  |                  |                  |  |  |            |            |            |            |  |  |       |       |  |
|  |                  |               | Palmeiras | 3              | 1                | 4                |                  |                  |  |  |                  |                  |                  |                  |  |  |            |            |            |            |  |  |       |       |  |
|  | Palmeiras        | 12            | Palmeiras | 3              | 1                | 4                |                  |                  |  |  |                  |                  |                  |                  |  |  |            |            |            |            |  |  |       |       |  |
|  | Palmeiras        | 12            |           |                |                  |                  |                  |                  |  |  |                  |                  |                  |                  |  |  |            |            |            |            |  |  |       |       |  |
|  | União ABC        | 0             |           |                |                  |                  |                  |                  |  |  |                  |                  |                  |                  |  |  |            |            |            |            |  |  |       |       |  |
|  | União ABC        | 0             |           | Palmeiras (p.) | 2                | 0                | 2 (4)            |                  |  |  |                  |                  |                  |                  |  |  |            |            |            |            |  |  |       |       |  |
|  |                  |               |           |                |                  |                  |                  |                  |  |  |                  |                  |                  |                  |  |  |            |            |            |            |  |  |       |       |  |
|  |                  |               | Cruzeiro  | 0              | 2                | 2 (2)            |                  |                  |  |  |                  |                  |                  |                  |  |  |            |            |            |            |  |  |       |       |  |
|  | Cruzeiro         | 3             | Cruzeiro  | 0              | 2                | 2 (2)            |                  |                  |  |  |                  |                  |                  |                  |  |  |            |            |            |            |  |  |       |       |  |
|  | Cruzeiro         | 3             |           |                |                  |                  |                  |                  |  |  |                  |                  |                  |                  |  |  |            |            |            |            |  |  |       |       |  |
|  | Coimbra          | 2             |           |                |                  |                  |                  |                  |  |  |                  |                  |                  |                  |  |  |            |            |            |            |  |  |       |       |  |
|  | Coimbra          | 2             |           | Cruzeiro       | 2                | 3                | 5                |                  |  |  |                  |                  |                  |                  |  |  |            |            |            |            |  |  |       |       |  |
|  |                  |               |           | Cruzeiro       | 2                | 3                | 5                |                  |  |  |                  |                  |                  |                  |  |  |            |            |            |            |  |  |       |       |  |
|  |                  |               | Cuiabá    | 1              | 2                | 3                |                  |                  |  |  |                  |                  |                  |                  |  |  |            |            |            |            |  |  |       |       |  |
|  | Cuiabá           | 5             | Cuiabá    | 1              | 2                | 3                |                  |                  |  |  |                  |                  |                  |                  |  |  |            |            |            |            |  |  |       |       |  |
|  | Cuiabá           | 5             |           |                |                  |                  |                  |                  |  |  |                  |                  |                  |                  |  |  |            |            |            |            |  |  |       |       |  |
|  | Gama             | 0             |           |                |                  |                  |                  |                  |  |  |                  |                  |                  |                  |  |  |            |            |            |            |  |  |       |       |  |
|  | Gama             | 0             |           | Palmeiras      | 5                | 2                | 7                |                  |  |  |                  |                  |                  |                  |  |  |            |            |            |            |  |  |       |       |  |
|  |                  |               |           |                |                  |                  |                  |                  |  |  |                  |                  |                  |                  |  |  |            |            |            |            |  |  |       |       |  |
|  |                  |               | Ceará     | 1              | 0                | 1                |                  |                  |  |  |                  |                  |                  |                  |  |  |            |            |            |            |  |  |       |       |  |
|  | Náutico-RR (p.)  | 1 (6)         | Ceará     | 1              | 0                | 1                |                  |                  |  |  |                  |                  |                  |                  |  |  |            |            |            |            |  |  |       |       |  |
|  | Náutico-RR (p.)  | 1 (6)         |           |                |                  |                  |                  |                  |  |  |                  |                  |                  |                  |  |  |            |            |            |            |  |  |       |       |  |
|  | Sena Madureira   | 1 (5)         |           |                |                  |                  |                  |                  |  |  |                  |                  |                  |                  |  |  |            |            |            |            |  |  |       |       |  |
|  | Sena Madureira   | 1 (5)         |           | Náutico-RR     | 1                | 0                | 1                |                  |  |  |                  |                  |                  |                  |  |  |            |            |            |            |  |  |       |       |  |
|  |                  |               |           | Náutico-RR     | 1                | 0                | 1                |                  |  |  |                  |                  |                  |                  |  |  |            |            |            |            |  |  |       |       |  |
|  |                  |               | Macapá    | 1              | 1                | 2                |                  |                  |  |  |                  |                  |                  |                  |  |  |            |            |            |            |  |  |       |       |  |
|  | Sampaio Corrêa   | 2 (3)         | Macapá    | 1              | 1                | 2                |                  |                  |  |  |                  |                  |                  |                  |  |  |            |            |            |            |  |  |       |       |  |
|  | Sampaio Corrêa   | 2 (3)         |           |                |                  |                  |                  |                  |  |  |                  |                  |                  |                  |  |  |            |            |            |            |  |  |       |       |  |
|  | Macapá (p.)      | 2 (4)         |           |                |                  |                  |                  |                  |  |  |                  |                  |                  |                  |  |  |            |            |            |            |  |  |       |       |  |
|  | Macapá (p.)      | 2 (4)         |           | Macapá         | 0                | 1                | 1                |                  |  |  |                  |                  |                  |                  |  |  |            |            |            |            |  |  |       |       |  |
|  |                  |               |           |                |                  |                  |                  |                  |  |  |                  |                  |                  |                  |  |  |            |            |            |            |  |  |       |       |  |
|  |                  |               | Ceará     | 0              | 5                | 5                |                  |                  |  |  |                  |                  |                  |                  |  |  |            |            |            |            |  |  |       |       |  |
|  | CSA              | 3             | Ceará     | 0              | 5                | 5                |                  |                  |  |  |                  |                  |                  |                  |  |  |            |            |            |            |  |  |       |       |  |
|  | CSA              | 3             |           |                |                  |                  |                  |                  |  |  |                  |                  |                  |                  |  |  |            |            |            |            |  |  |       |       |  |
|  | Lagarto          | 0             |           |                |                  |                  |                  |                  |  |  |                  |                  |                  |                  |  |  |            |            |            |            |  |  |       |       |  |
|  | Lagarto          | 0             |           | CSA            | 0                | 0                | 0                |                  |  |  |                  |                  |                  |                  |  |  |            |            |            |            |  |  |       |       |  |
|  |                  |               |           | CSA            | 0                | 0                | 0                |                  |  |  |                  |                  |                  |                  |  |  |            |            |            |            |  |  |       |       |  |
|  |                  |               | Ceará     | 5              | 5                | 10               |                  |                  |  |  |                  |                  |                  |                  |  |  |            |            |            |            |  |  |       |       |  |
|  | Ceará            | 5             | Ceará     | 5              | 5                | 10               |                  |                  |  |  |                  |                  |                  |                  |  |  |            |            |            |            |  |  |       |       |  |
|  | Ceará            | 5             |           |                |                  |                  |                  |                  |  |  |                  |                  |                  |                  |  |  |            |            |            |            |  |  |       |       |  |
|  | Serra Branca     | 0             |           |                |                  |                  |                  |                  |  |  |                  |                  |                  |                  |  |  |            |            |            |            |  |  |       |       |  |
|  | Serra Branca     | 0             |           |                |                  |                  |                  |                  |  |  |                  |                  |                  |                  |  |  |            |            |            |            |  |  |       |       |  |
|  |                  |               |           |                |                  |                  |                  |                  |  |  |                  |                  |                  |                  |  |  |            |            |            |            |  |  |       |       |  |

- As equipes que estão na parte superior do confronto possuem o mando de campo no primeiro jogo e em negrito as equipes classificadas.

## Repercussão
Com o encerramento da Copa do Brasil Sub-20 de 2024, análises e avaliações sobre a edição foram feitas. Fábio Nogueira, representante da diretoria de competições da CBF, destacou a qualidade dos jogadores e enfatizou a importância nacional do torneio para o futebol de base. Já o diretor executivo de competições da Federação Paulista de Futebol, Fábio Moraes, comentou sobre o investimento da entidade nas categorias de base e o trabalho desenvolvido por Palmeiras e São Paulo nesse setor. O treinador do São Paulo, Allan Barcellos, elogiou seus jogadores e também foi reconhecido por implementar mudanças significativas após assumir a equipe sub-20 durante a temporada. Essas alterações foram cruciais para a recuperação do time, que saiu da lanterna do Campeonato Brasileiro e conquistou o título da Copa do Brasil.

### Gerais
- «Tabela detalhada da Copa do Brasil Sub-20 de 2024» (PDF). Confederação Brasileira de Futebol. Consultado em 3 de dezembro de 2024. Cópia arquivada (PDF) em 3 de dezembro de 2024
- «Regulamento da Copa do Brasil Sub-20 de 2024» (PDF). Confederação Brasileira de Futebol. Consultado em 3 de dezembro de 2024. Cópia arquivada (PDF) em 3 de dezembro de 2024

### Específicas
1. ↑  Eduardo Costa (1 de outubro de 2024). «Juventude enfrenta o Coritiba na estreia da Copa do Brasil sub-20». Zero Hora. Consultado em 3 de dezembro de 2024. Cópia arquivada em 3 de dezembro de 2024
2. ↑  «Cuiabá faz estreia na Copa do Brasil Sub-20 nesta terça em jogo eliminatório». SóNotícias. 30 de setembro de 2024. Consultado em 3 de dezembro de 2024. Cópia arquivada em 1 de outubro de 2024
3. ↑  «Copa do Brasil Sub-20: confira a tabela com as presenças de Vasco, Flamengo, Palmeiras e São Paulo». ge. 10 de setembro de 2024. Consultado em 3 de dezembro de 2024. Cópia arquivada em 2 de outubro de 2024
4. ↑  Noé Faria (1 de outubro de 2024). «Copa do Brasil Sub-20: Começa hoje com 32 equipes na disputa, saiba com quem seu time joga». Maracaju Notícias. Consultado em 3 de dezembro de 2024. Cópia arquivada em 3 de dezembro de 2024
5. ↑  «Cuiabá goleia Gama na Copa do Brasil Sub-20». DF Esportes. 1 de outubro de 2024. Consultado em 3 de dezembro de 2024. Cópia arquivada em 3 de dezembro de 2024
6. ↑  «Cuiabá atropela o Gama e classifica para 2ª fase da Copa do Brasil Sub-20». SóNotícias. 1 de outubro de 2024. Consultado em 3 de dezembro de 2024. Cópia arquivada em 2 de outubro de 2024
7. ↑  Rômulo Maia (2 de outubro de 2024). «Gama é goleado pelo Cuiabá e está fora da Copa do Brasil Sub-20». Metrópoles. Consultado em 3 de dezembro de 2024. Cópia arquivada em 3 de dezembro de 2024
8. ↑  Karen Cristina (2 de outubro de 2024). «São Paulo goleia Londrina e avança às oitavas na Copa do Brasil sub-20». Rádio Itatiaia. Consultado em 3 de dezembro de 2024. Cópia arquivada em 3 de dezembro de 2024
9. ↑  «Confira os resultados desta quarta-feira». Alagoas 24 Horas. 3 de outubro de 2024. Consultado em 3 de dezembro de 2024. Cópia arquivada em 3 de dezembro de 2024
10. ↑  «Náutico-RR intensifica preparação visando a inédita participação na Copa do Brasil Sub-20». ge. 26 de setembro de 2024. Consultado em 3 de dezembro de 2024. Cópia arquivada em 3 de dezembro de 2024
11. ↑  Nildo Lima (7 de novembro de 2024). «Tuna encara o São Paulo por vaga na semifinal do Sub-20». DOL. Consultado em 3 de dezembro de 2024. Cópia arquivada em 3 de dezembro de 2024
12. ↑  «Com laudos vencidos, Sparta fará jogo pelas oitavas da Copa do BR Sub-20 sem a presença da torcida». ge. 15 de outubro de 2024. Consultado em 3 de dezembro de 2024. Cópia arquivada em 3 de dezembro de 2024
13. ↑  Gabriel Moraes (3 de outubro de 2024). «Cruzeiro vence o Coimbra pela Copa do Brasil sub-20; saiba próximo adversário». O Tempo. Consultado em 3 de dezembro de 2024. Cópia arquivada em 4 de outubro de 2024
14. ↑  «Sub-20 do Palmeiras aplica maior goleada de sua história em uma competição oficial». ge. 3 de outubro de 2024. Consultado em 3 de dezembro de 2024. Cópia arquivada em 4 de outubro de 2024
15. ↑  Vinicius Fernandes (4 de outubro de 2024). «Ceará goleia e segue adiante na Copa do Brasil Sub-20». Brazuca. Consultado em 3 de dezembro de 2024. Cópia arquivada em 3 de dezembro de 2024
16. ↑  Vinicius Fernandes (8 de dezembro de 2024). «Retrô é o último classificado à segunda fase da Copa do Brasil Sub-20». Brazuca. Consultado em 3 de dezembro de 2024. Cópia arquivada em 3 de dezembro de 2024
17. ↑  Maria Eduarda Lima (17 de outubro de 2024). «Retrô é derrotado pelo Bahia em jogo de ida das oitavas de final da Copa do Brasil Sub-20». Folha de Pernambuco. Consultado em 3 de dezembro de 2024. Cópia arquivada em 3 de dezembro de 2024
18. ↑  «Ceará goleia CSA pela 2ª fase da Copa do Brasil Sub-20». ge. 16 de outubro de 2024. Consultado em 3 de dezembro de 2024. Cópia arquivada em 3 de dezembro de 2024
19. ↑  «São Paulo goleia o Criciúma pela ida das oitavas da Copa do Brasil Sub-20». Terra. 16 de outubro de 2024. Consultado em 3 de dezembro de 2024. Cópia arquivada em 3 de dezembro de 2024
20. ↑  «Goiás bate Flamengo e abre vantagem nas oitavas da Copa do Brasil Sub-20». Terra. 16 de outubro de 2024. Consultado em 3 de dezembro de 2024. Cópia arquivada em 3 de dezembro de 2024
21. ↑  Diego Beckman (16 de outubro de 2024). «Fora de casa, Tuna vence Sparta e abre vantagem». DOL. Consultado em 3 de dezembro de 2024. Cópia arquivada em 3 de dezembro de 2024
22. ↑  «Cruzeiro bate Cuiabá e abre frente por vaga nas quartas da Copa do Brasil Sub-20». Correio Braziliense. 16 de outubro de 2024. Consultado em 3 de dezembro de 2024. Cópia arquivada em 3 de dezembro de 2024
23. ↑  Adielson de barros (17 de outubro de 2024). «Palmeiras vira e abre vantagem na Copa do Brasil sub-20». Olimpíada Todo Dia. Consultado em 3 de dezembro de 2024. Cópia arquivada em 3 de dezembro de 2024
24. ↑  Ivonisio Lacerda Júnior. «Com dois expulsos, Náutico-RR empata com Macapá pelas oitavas da Copa do Brasil Sub-20». ge. Consultado em 3 de dezembro de 2024. Cópia arquivada em 3 de dezembro de 2024
25. ↑  Adielson de Barros (24 de outubro de 2024). «Copa do Brasil sub-20 tem quartas de final definidas». Olimpíada Todo Dia. Consultado em 3 de dezembro de 2024. Cópia arquivada em 3 de dezembro de 2024
26. ↑  Patryck Almeida (25 de outubro de 2024). «Macapá vence o Náutico-RR e está nas quartas de final da Copa do Brasil Sub-20». ge. Consultado em 3 de dezembro de 2024. Cópia arquivada em 3 de dezembro de 2024
27. ↑  Bia Jesus (6 de novembro de 2024). «Bahia elimina o Goiás e avança para a semifinal da Copa do Brasil Sub-20». Bahia Notícias. Consultado em 3 de dezembro de 2024. Cópia arquivada em 3 de dezembro de 2024
28. ↑  Patryck Almeida (7 de novembro de 2024). «Macapá é eliminado pelo Ceará nas quartas de final da Copa do Brasil Sub-20». ge. Consultado em 3 de dezembro de 2024. Cópia arquivada em 27 de novembro de 2024
29. ↑  «São Paulo vence Tuna Luso e avança para semifinal da Copa do Brasil Sub-20». Terra. 7 de novembro de 2024. Consultado em 3 de dezembro de 2024. Cópia arquivada em 9 de novembro de 2024
30. ↑  «Palmeiras toma susto, mas vence o Cruzeiro nos pênaltis e vai à semi da Copa do Brasil sub-20». Universo Online. 7 de novembro de 2024. Consultado em 3 de dezembro de 2024. Cópia arquivada em 3 de dezembro de 2024 – via Gazeta Esportiva
31. ↑  «São Paulo bate o Bahia e abre vantagem pela semifinal da Copa do Brasil sub-20». Lance!. 21 de novembro de 2024. Consultado em 3 de dezembro de 2024. Cópia arquivada em 21 de novembro de 2024
32. ↑  «São Paulo vence e dá passo rumo à final da Copa do Brasil Sub-20». Terra. 21 de novembro de 2024. Consultado em 3 de dezembro de 2024. Cópia arquivada em 23 de novembro de 2024
33. ↑  Vinicius Daniel (27 de novembro de 2024). «Bahia abre 2 a 0, mas cede empate e é eliminado pelo São Paulo na Copa do Brasil sub-20». PSNotícias. Consultado em 3 de dezembro de 2024. Cópia arquivada em 3 de dezembro de 2024
34. ↑  «Palmeiras vence o Ceará e confirma classificação à final da Copa do Brasil Sub-20». Lance!. 26 de novembro de 2024. Consultado em 3 de dezembro de 2024. Cópia arquivada em 3 de dezembro de 2024
35. ↑  «São Paulo x Palmeiras: onde assistir ao vivo à final da Copa do Brasil Sub-20». Lance!. 1 de dezembro de 2024. Consultado em 3 de dezembro de 2024. Cópia arquivada em 3 de dezembro de 2024
36. ↑  «SÃO PAULO E PALMEIRAS DECIDEM A COPA DO BRASIL SUB-20 NESTA SEGUNDA-FEIRA». Confederação Brasileira de Futebol. 2 de dezembro de 2024. Consultado em 3 de dezembro de 2024. Cópia arquivada em 3 de dezembro de 2024
37. 1 2  «SÃO PAULO É TETRACAMPEÃO DA COPA DO BRASIL SUB-20». Confederação Brasileira de Futebol. 2 de dezembro de 2024. Consultado em 3 de dezembro de 2024. Cópia arquivada em 3 de dezembro de 2024
38. ↑  «São Paulo vira sobre o Palmeiras e conquista o tetra da Copa do Brasil sub-20 de forma invicta». ESPN Brasil. 2 de dezembro de 2024. Consultado em 3 de dezembro de 2024. Cópia arquivada em 4 de dezembro de 2024 – via Gazeta Esportiva
39. ↑  Paulo Victor Soares (2 de dezembro de 2024). «São Paulo vence o Palmeiras é tetracampeão da Copa do Brasil sub-20». Metrópoles. Consultado em 3 de dezembro de 2024. Cópia arquivada em 4 de dezembro de 2024
40. ↑  Gabriel Teles (2 de dezembro de 2024). «São Paulo vira contra Palmeiras e é campeão da Copa do Brasil Sub-20». CNN Brasil. Consultado em 2 de dezembro de 2024. Cópia arquivada em 3 de dezembro de 2024
41. ↑  «Tabela da Copa do Brasil Sub-20 de 2024». ge. Consultado em 3 de dezembro de 2024. Arquivado do original em 3 de dezembro de 2024
42. ↑  «COPA DO BRASIL SUB-20: CBF REFORÇA COMPROMISSO COM OS JOVENS TALENTOS». Confederação Brasileira de Futebol. 2 de dezembro de 2024. Consultado em 3 de dezembro de 2024. Cópia arquivada em 4 de dezembro de 2024
43. ↑  «Da água para o vinho: Com chegada de Allan Barcellos, São Paulo vai de lanterna a campeão nacional na base». OneFootball. 3 de dezembro de 2024. Consultado em 3 de dezembro de 2024. Cópia arquivada em 4 de dezembro de 2024